# Donald Gollan
Donald Herbert Louis Gollan (født 19. januar 1896, død 13. august 1971) var en engelsk roer.
Gollan var døvstum fra fødslen, men det hindrede ham ikke i at dyrke sport i sin ungdom, og han viste sig at være en glimrende roer. Han gik på Cambridge University og var medlem af Trinity College-roklubben. Han var senere medlem af Thames Rowing Club og Leander. Han var flere gange i finalen i Henley-regattaen i singlesculler samt ved Wingfield Sculls, dog uden at vinde nogen af dem. Senere var han med i Thames-otteren, der vandt Henley i 1927 og 1928.
Til OL 1928 i Amsterdam sendte briterne otteren fra Thames, som  ud over Gollan bestod af Felix Badcock, Jamie Hamilton, Guy Nickalls, Harold Lane, Gordon Killick, Jack Beresford, Harold West og styrmand Arthur Sulley. Briterne sejrede i de første tre runder, mens de var oversiddere i semifinalen. I finalen mødte de de forsvarende mestre fra OL 1924 og 1920, USA, der med sejrede mere end to sekunders forspring, så briterne fik sølv, mens den tabende semifinalist, Canada, fik bronze.

## OL-medaljer
- 1928:  Sølv i otter